# Giba (futbolista)
Antônio Gilberto Maniaes (Cordeirópolis, 7 de marzo de 1962 - São Paulo, 24 de junio de 2014) más conocido como Giba, fue un entrenador y jugador de fútbol brasileño que jugaba en la demarcación de defensa.

## Biografía
Debutó como futbolista en el Internacional de Limeira, donde jugó durante un año, ya que en 1982 fichó por el União São João EC. Antes de acabar el año fue traspasado al Guarani FC, donde jugó hasta 1989, momento en el que el SC Corinthians Paulista se hizo con sus servicios durante cuatro temporadas. Durante su estancia en el club ganó el Campeonato Brasileño de Serie A en la temporada 1989/1990. Tres años después de haberse retirado como futbolista, en 1996 el Paulista FC le fichó como entrenador, ganando además la Copa São Paulo de Futebol Júnior. Un año después fue el CS Alagoano quien le fichó como entrenador, volviendo a ganar un título, esta vez el Campeonato Alagoano. También entrenó al Grêmio Esportivo Sãocarlense y al Santos FC antes de volver al Paulista FC, ganando el Campeonato Paulista Série A2 y el Campeonato Brasileño de Serie C. También entrenó al SE do Gama, Guarani FC, Al Kuwait Kaifan, CA Sorocaba, Associação Portuguesa de Desportos, Santa Cruz FC, Clube do Remo, Sport Club do Recife, AD São Caetano, Ipatinga EC, Fortaleza EC, Rio Branco EC, Joinville EC y al Grêmio Barueri Futebol.
Falleció el 24 de junio de 2014 en São Paulo a los 52 años de edad tras sufrir amiloidosis.

## Selección nacional
Fue convocado una vez con la selección de fútbol de Brasil para jugar un partido amistoso el 18 de diciembre de 1991 contra Checoslovaquia, partido que acabó con un resultado de 2-1.

## Clubes

### Como futbolista
| Club             | País   | Año       | Partidos | Goles |
| ---------------- | ------ | --------- | -------- | ----- |
| Inter de Limeira | Brasil | 1981-1982 |          |       |
| União São João   | Brasil | 1982      |          |       |
| Guarani          | Brasil | 1982-1989 | 10       | 1     |
| Corinthians      | Brasil | 1989-1993 | 72       | 6     |

### Como entrenador
| Club              | País   | Año       |
| ----------------- | ------ | --------- |
| Paulista          | Brasil | 1996-1997 |
| CSA               | Brasil | 1997-1998 |
| Sãocarlense       | Brasil | 1998-1999 |
| Santos            | Brasil | 1999-2000 |
| Paulista          | Brasil | 2000-2001 |
| Gama              | Brasil | 2001-2002 |
| Guarani           | Brasil | 2002-2003 |
| Al Kuwait Kaifan  | Kuwait | 2003-2004 |
| Atlético Sorocaba | Brasil | 2004-2005 |
| Portuguesa        | Brasil | 2005-2006 |
| Santa Cruz        | Brasil | 2006      |
| Remo              | Brasil | 2006-2007 |
| Sport             | Brasil | 2007      |
| São Caetano       | Brasil | 2007      |
| Paulista          | Brasil | 2008      |
| Ipatinga          | Brasil | 2008      |
| Fortaleza         | Brasil | 2009      |
| Rio Branco        | Brasil | 2010      |
| Remo              | Brasil | 2010      |
| Joinville         | Brasil | 2011      |
| Guarani           | Brasil | 2011      |
| Grêmio Barueri    | Brasil | 2012      |
| Paulista          | Brasil | 2013-2014 |

## Palmarés

### Como futbolista

#### Campeonatos nacionales
| Título               | Club        | País   | Año  |
| -------------------- | ----------- | ------ | ---- |
| Campeonato Brasileño | Corinthians | Brasil | 1990 |
| Supercopa de Brasil  | Corinthians | Brasil | 1991 |

### Como entrenador

#### Campeonatos nacionales
| Título                           | Club     | País   | Año  |
| -------------------------------- | -------- | ------ | ---- |
| Copa São Paulo de Futebol Júnior | Paulista | Brasil | 1997 |
| Campeonato Alagoano              | CSA      | Brasil | 1998 |
| Campeonato Paulista Série A2     | Paulista | Brasil | 2001 |
| Campeonato Brasileño Serie C     | Paulista | Brasil | 2001 |